# Berthold Finkelstein

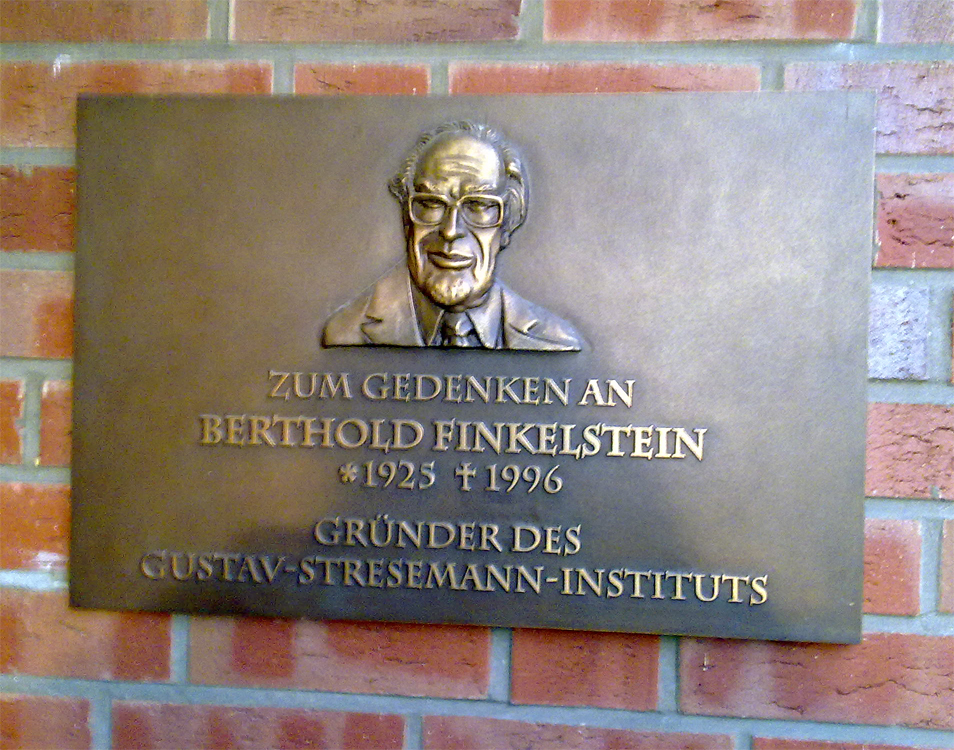
Gedenkplakette für Berthold Finkelstein am Eingang zum Gustav-Stresemann-Institut in Bonn

Berthold Finkelstein (* 23. Dezember 1925 in Krefeld; † 27. Oktober 1996 in Bonn) war ein deutscher Volkswirt. Er war verheiratet mit Gertraude Hinnrichs, mit der er den gemeinsamen Sohn Johannes Finkelstein hatte.

## Leben
Berthold Finkelstein war Sohn des Chemikers Hans Finkelstein. In der Zeit des Nationalsozialismus setzte sein jüdischer Vater 1938 wegen der Verfolgung durch die Verordnung zur Ausschaltung der Juden aus dem deutschen Wirtschaftsleben seinem Leben ein Ende. Berthold Finkelstein galt nach den Nürnberger Rassengesetzen als „Halbjude“. Als solcher musste er Zwangsarbeit bei der I.G. Farben leisten. Die Zwangsarbeit, der Verlust seines Vaters und das Trauma des Krieges haben ihn tief geprägt.
Nach der Beendigung des Zweiten Weltkriegs nahm er 1945 ein Studium an der Universität Bonn auf. Er wählte Chemie, Theologie und Wirtschaftswissenschaften als Studienfächer und schloss mit einem Diplom als Volkswirt ab.

## Aktivitäten
Schon während seines Studiums organisierte er noch vor der Gründung der Bundesrepublik Deutschland erste internationale Begegnungen mit Hochschulen in europäischen Nachbarländern, darunter in Oxford. Ab 1949 beteiligte er sich an der Gründung des Internationalen Studentenbundes (ISSF) und wurde dessen Vorsitzender. Ebenso war er bei den Jungen Europäischen Föderalisten Deutschland aktiv.

### Gustav-Stresemann-Institut
Auf Initiative des belgischen Politikers Paul-Henri Spaak wurde 1951 das Jugendsekretariat der Europäischen Bewegung gegründet. Ziel war, die junge Generation in den westeuropäischen Ländern für den Gedanken der europäischen Einigung zu gewinnen und sie zur tätigen Mitarbeit beim Aufbau einer neuen demokratischen und friedlichen Ordnung in unserem Kontinent aufzurufen. Leiter des deutschen Büros der Europäischen Jugendkampagne wurde Berthold Finkelstein. 1959 wurde diese Einrichtung in ein eigenständiges Institut für übernationale Bildung und europäische Zusammenarbeit umgewandelt. Dabei wollte man die Verdienste des Staatsmannes und Friedensnobelpreisträgers Gustav Stresemann für Frieden und europäische Zusammenarbeit würdigen und gab ihm den Namen Gustav-Stresemann-Institut. Finkelstein leitete das Institut bis zu seinem Tod im Jahr 1996.

### Arbeitskreis deutscher Bildungsstätten
Im Arbeitskreis deutscher Bildungsstätten war er von 1961 bis 1981 im Vorstand bzw. als Vorsitzender des Verbandes tätig. In dieser Funktion unterstützte er maßgeblich den Aufbau von politischer Bildung als einem Grundelement einer aufgeklärten Demokratie in Deutschland. Dabei waren seine Erfahrungen mit dem Faschismus Ansporn und Mahnung zugleich. 1966 formulierte er beim bundesweiten Kongress zur politischen Bildung in Bonn, dass viele Institutionen der politischen Bildung  entstanden seien „aus dem Erleben einer Katastrophe, die von einer durch mangelnde politische Einsichten unmündigen Gesellschaft verursacht und ermöglicht wurde, einer Gesellschaft, die Führung nicht von Verführung unterscheiden konnte“.

### Nachleben
Die Bayer AG hat 2023 die Hans und Berthold Finkelstein Stiftung gGmbH gegründet. Sie soll "Forschungs- und Erinnerungsprojekte zu den Verbrechen der Nationalsozialisten – insbesondere zum Thema NS-Zwangsarbeit und der I.G. Farbenindustrie AG, kurz I.G. Farben" unterstützen.